# Tupakkisaaret (ö i Jyväskylä)
Tupakkisaaret är en ö i Finland. Den ligger i sjön Muuratjärvi och i kommunen Jyväskylä i den ekonomiska regionen  Jyväskylä ekonomiska region  och landskapet Mellersta Finland, i den södra delen av landet, 220 km norr om huvudstaden Helsingfors. Öns area är 1,3 hektar och dess största längd är 190 meter i sydöst-nordvästlig riktning.  Notera att namnet antyder att det är fråga om flera öar.